# Ненад Гавриловић
Ненад Гавриловић (Бања Лука, 11. август 1947 — Бања Лука, 2. априла 2022) био је југословенски фудбалер и фудбалски тренер.

## Каријера
У Борац је дошао 1960. године. Гавриловић је дебитовао за бањалучане 25. јуна 1966. године у утакмици у Пули између Истре и Борца, у којој су домаћи тријумфовали резултатом 3:2. Био је члан генерације која је 1970. вратила клуб у Прву лигу Југославије, потом и финале Купа Југославије 1974. против Хајдука. Никада у фудбалској каријери није добио црвени картон. Остао је до краја играчке каријере у Борцу.
Након тога се посветио тренерској каријери. Остаће упамћен као помоћник Хусније Фазлића 1988. године, када је Борац освојио Куп Југославије победом над Црвеном звездом. Са јуниорском екипом "Борца" освојио је првенство БиХ 1983. Био је тренер и у клубовима ФК Омладинац Бања Лука, ФК Врбас Бања Лука, ФК Крила Крајине и ФК Гомионица.
У акцији бањалучких новина Глас Српске одржаној 2006. године, некадашњи тренери, играчи и људи који су безмало цели век провели уз Борац изабрали су „Идеалну једанаесторицу“ Борца и међу њима је био Гавриловић.
Године 2014, у Трофејној сали на Градском стадиону у Бањој Луци, организован је његов испраћај у пензију.

## Успеси
Играч
- Борац Бања Лука
  - Куп Југославије: финале 1974.

Помоћни тренер
- Борац Бања Лука
  - Куп Југославије: 1988.